# Сосново (Пермский край)
Сосново — село в Пермском крае России. Входит в Чайковский городской округ.

## География
Расположено на двух реках: Ольховочка (приток Сосновы) и Соснова, примерно в 33 км к юго-востоку от города Чайковского.

## История
Населённый пункт известен с 1815 года как починок. Другие варианты названия — Новая Соснова, Большая Соснова. Фактически Сосново селом никогда не было. В 1929 году здесь был образован колхоз «12-й Октябрь» («12 лет Октября»), с 1950 года, после укрупнения — «За мир» (с марта 1963 года — «Урал»). 15 октября 1930 года на базе местного льнозавода создана Фокинская МТС, просуществовавшая до 19 августа 1958 года. 
Сосново до декабря 2004 года являлось центром Сосновского сельского совета, с декабря 2004 до весны 2018 гг. — административным центром  Сосновского сельского поселения Чайковского муниципального района.

## Население
| 2010 |
| ---- |
| 924  |

## Улицы
В селе имеются улицы:
- Луговая ул.
- Молодежная ул.
- Октябрьская ул.
- Первомайская ул.
- Советская ул.
- Школьная ул.
- Шоссейная ул.

## Топографические карты
- Лист карты O-40-110 Сосново. Масштаб: 1 : 100 000. Состояние местности на 1982 год. Издание 1983 г.